# Ізраїльська окупація Синайського півострова
Ізраїльська окупація Синайського півострова — 15-річна військова окупація Синайського півострова ізраїльськими військами, що відбулася після захоплення Ізраїлем регіону в Єгипту під час арабо-ізраїльської війни 1967 року. 
Тимчасовий контроль Ізраїлю над Синайським півостровом припинився в 1982 році після підписання мирного договору між Єгиптом та Ізраїлем 1979 року, згідно з яким Ізраїль повернув регіон Єгипту в обмін на визнання останнім Ізраїлю як законної суверенної держави.
Загалом під час окупації в регіоні було створено 18 ізраїльських поселень, переважно вздовж Акабської затоки та на північному сході, розташованих на південь від сектора Газа.
Синайський півострів був повернутий Єгипту в кілька етапів, починаючи з 1979 року, як частина єгипетсько-ізраїльської мирної угоди. 
 
До 1982 року Ізраїль демонтував 18 поселень, 2 військово-повітряні бази, військово-морську базу та інші об’єкти, що перебували під контролем Ізраїлю.

## Історія
Ізраїльські війська вперше захопили єгипетський Синайський півострів під час Суецької кризи в жовтні-листопаді 1956 року. 
Під сильним міжнародним тиском ізраїльські війська відійшли в березні 1957 року після ретельного нанесення на карту території та розміщення таємних схованок постачання для підготовки до наступної війни. 
Відповідно до умов виведення ізраїльських військ Синайський півострів був демілітаризований, і там були створені миротворчі сили UNEF для охорони кордону між Ізраїлем та Єгиптом. 
У травні 1967 р. президент Єгипту Гамаль Абдель Насер наказав вивести ці війська та перекинув у цей район власні війська Єгипту. 
Ізраїль, вважаючи, що війна неминуча, зрештою завдав превентивного удару по Єгипту, поклавши початок Шестиденній війні. 
За три дні Ізраїль окупував більшу частину Синайського півострова.
Після ізраїльського захоплення та окупації Синайського півострова Єгипет розпочав війну на виснаження (1967–1970), метою якої було змусити Ізраїль вийти з Синайського півострова. 
Під час війни в зоні Суецького каналу відбувався тривалий конфлікт, який варіювався від обмежених до широкомасштабних боїв. 
Ізраїльський обстріл міст Порт-Саїд, Ісмаїлія та Суец на західному березі каналу призвів до значних жертв серед цивільного населення (включаючи фактичне знищення Суеца) і сприяв втечі 700 000 
 
єгипетських внутрішніх біженців. 
Зрештою, війна завершилася в 1970 році без зміни лінії фронту. 

6 жовтня 1973 року Єгипет розпочав операцію Бадр за для відвоювання Синайський півострів, тоді як Сирія розпочала одночасну операцію з відвоювання Голанських висот, тим самим розпочавши війну Судного дня (відому в Єгипті та більшій частині Європи як Жовтнева війна). Канал було знову відкрито в 1975 році, коли президент Садат очолив перший конвой через канал на борту єгипетського есмінця. 
У 1979 році Єгипет та Ізраїль підписали мирний договір, згідно з яким Ізраїль погодився вивести війська з усього Синайського півострова. 
Згодом Ізраїль вийшов у кілька етапів, закінчивши 26 квітня 1982 року 

## Ізраїльські поселення на Синаї
Ізраїльські поселення на Синайському півострові були розділені на два регіони: один уздовж узбережжя Середземного моря, а інший уздовж Акабської затоки . 

Ізраїль планував розширити поселення Яміт до міста з населенням до 200 000 жителів. 

Фактичне населення Яміта ніколи не перевищувало 3000 осіб. 

Поселення в регіоні Яміт були знищені Ізраїлем до відходу, але поселення в затоці: Офіра (Шарм-ель-Шейх), Ді-Захав (Дахаб) і Невіот (Нувейба) залишилися недоторканими та надалі зазнали розвитку Єгиптом після виведення ізраїльських військ.